# Holtzbrinck
Holtzbrinck, Holtzbrinck Publishing Group ou Verlagsgruppe Georg von Holtzbrinck est une maison d'édition allemande classée parmi les dix plus grands groupes éditoriaux mondiaux. Organisée en holding, on y compte des supports de presse comme Die Zeit ou Nature, et des maisons d'édition comme Macmillan Publishers.

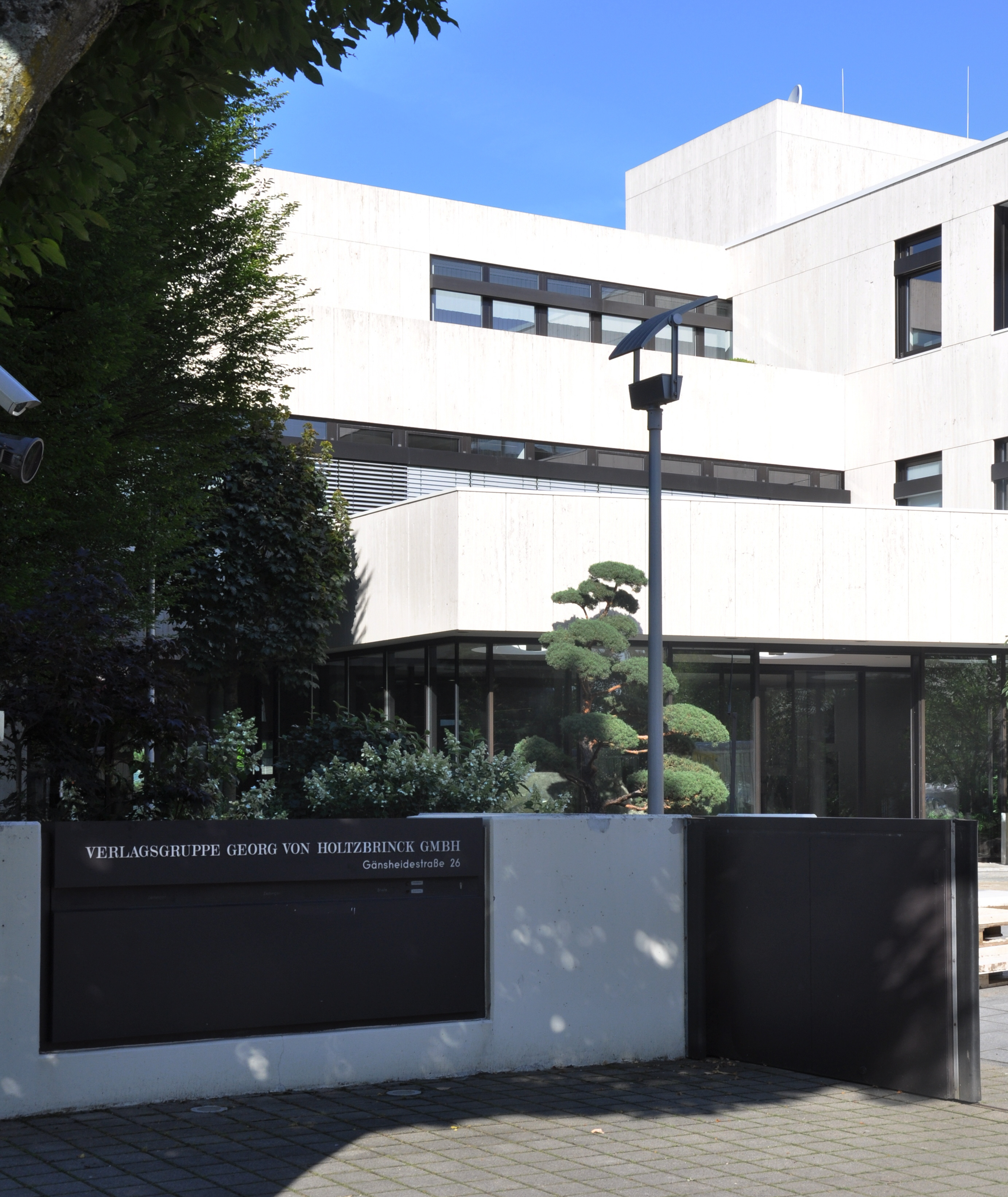
Siège de Holtzbrinck.

## Un passé embarrassant
En 1931, le futur fondateur du groupe, Georg von Holtzbrinck (1909-1983), ralliait l'Union des étudiants nationaux-socialistes allemands puis en 1933 le Parti national-socialiste des travailleurs allemands sous le no 2.126.353.
Entretemps, il travailla pour la Bibliothek der Unterhaltung und des Wissens der Union Deutsche Verlagsgesellschaft (Stuttgart) aux côtés de son compagnon de longue date, August-Wilhelm Schlösser, représentant de l'Union Deutsche Verlagsgesellschaft (UDV), ce qui leur permet de prendre en charge le service abonnement et la publicité des nombreux supports de presse nazis édités par le biais de Philipp Bouhler et le Deutsche Arbeitsfront (30 millions d'exemplaires).
Le 1er mars 1943, il est enrôlé dans l'armée, et est fait prisonnier de guerre en 1945. Relâché à cause d'un ulcère, il est interdit de travail. En 1948, son épouse, Addy (née Griesenbeck, 1913-2005), obtient des autorités de dénazification la permission d'éditer des cartes postales en couleurs. Dans la foulée, elle crée les éditions Deutscher Bücherbund mais doit payer une amende de 1,200 marks pour faits de collaboration avec l'ancien régime nazi. Georg s'en défendra plus tard en disant que sans adhésion au Parti nazi, il n'aurait pu travailler. De fait, en 1943, il n'échappait point au front russe.
Plus tard, des éditeurs comme S. Fischer Verlag et Farrar, Straus and Giroux saluèrent en lui un ami des juifs. Par ailleurs, il fut proche de Teddy Kollek, l'ancien maire de Jérusalem, contribuant à la Jerusalem Foundation (en) (en hébreu : הקרן לירושלים).

## Constitution du Groupe
En 1948, Georg et Addy lancent un club du livre par abonnement qui connaît une croissance rapide grâce à la vente par correspondance. Dans les années 1960, les prestigieuses maisons d'édition allemandes Rowohlt et S. Fischer Verlag passent dans son giron. En 1985, Holtzbrinck acquiert la branche livre de Holt, Rinehart and Winston, la rebaptisant The Henry Holt Book Company. L'année suivante, The Scientific American Magazine intègre le groupe pour 52,6 millions de dollars. En 1994, Holtzbrinck  poursuit son expansion américaine en acquérant une majorité des parts de l'éditeur Farrar, Straus & Giroux auprès de Roger W. Straus. En 1995, il rachète 70 % des parts à la famille qui possède The Macmillan Group, l'une des plus anciennes maisons d'édition britanniques, avant d'en prendre totalement le contrôle en 1999.
En 2005, le groupe se lance sur le marché du livre numérique et, en janvier 2007, il acquiert également le site StudiVZ, leader allemand du réseau social.
En mai 2015, Holtzbrinck et Springer Science+Business Media fusionnent une grande partie de leurs activités, notamment celles dans l'édition à comité de lecture et dans l'éducation, pour former une co-entreprise détenue respectivement à 53 % et à 47 %, qui aura un chiffre d'affaires de plus d'1,5 milliard d'euros et 13 000 employés.

## Activité
En 2014, Holtzbrinck réalise un chiffre d'affaires de 1,727 milliard d'euros dont 20 % en Allemagne et 39,5 % aux États-Unis. Les bénéfices avant impôt se montaient à 102,9 millions d'euros. En 2010, il faisait partie des dix plus grands groupes éditoriaux mondiaux.
Le président du groupe est Stefan von Holtzbrinck, le fils de Georg.

## Filiales
En Allemagne
- S. Fischer Verlag
  - O.W. Barth
  - Wolfgang Krüger
  - Argon Verlag
  - Scherz Verlag
    - Fretz & Wasmuth
- Rowohlt Verlag
- Kiepenheuer & Witsch (85 %)
- Verlagsgruppe Droemer Knaur (50 %)
  - Verlag J. B. Metzler
- Die Zeit (50 %)

- Dieter von Holtzbrinck Medien (DvH Medien)[5]
  - Der Tagesspiegel

Aux États-Unis
- Farrar, Straus and Giroux
  - Faber and Faber (USA)
  - Hill and Wang
  - Sarah Crichton Books
  - North Point Press
- Henry Holt & Company
  - Holt Paperbacks
  - Metropolitan Books
  - Times Books
  - Owl Books
- Palgrave Macmillan
  - Picador
  - Roaring Brook Press
    - Neal Porter Books
    - First Second Books
- St. Martin's Press
  - Tom Doherty Associates
    - Tor Books
    - Forge Books

  - Bedford, Freeman and Worth Publishing Group
  - W.H. Freeman
  - Bedford/St Martin's
    - Worth Publishers
    - Hayden-McNeil
- Nature Publishing Group
  - Scientific American

En Grande-Bretagne
- Macmillan Publishers (100 %)
  - Palgrave Macmillan
  - Pan Macmillan
    - Macmillan
    - Pan Books
    - Picador
    - Macmillan Children's Books
    - Campbell Books
    - Priddy Books
    - Boxtree
    - Sidgwick & Jackson

  - Nature Publishing Group
  - Macmillan Education

En Inde
- Macmillan Publishers India Ltd.
- MPS Limited